# Académie Internationale d'Héraldique
L'Académie Internationale d'Héraldique (dansk: det internationale heraldiske akademi) er en organisation for heraldiske eksperter fra hele verden, hvis hovedkontor ligger i Schweiz. Akademiet, som søger at samle de heraldiske studier, blev grundlagt i Paris i 1949. Akademiet afholder et internationalt heraldisk kollokvium hvert andet år.
Medlemstallet er begrænset til 75, men der er ingen begrænsning på antallet af associerede medlemmer. Generalforsamling holdes en gang om året.

## Fremtrædende medlemmer og associerede medlemmer af AIH
[kilde mangler]
Danske medlemmer siden 1949:
- Sven Tito Achen
- Ronny Andersen
- Nils G. Bartholdy
- Steen Clemmensen
- Peter Kurrild-Klitgaard (generalsekretær)
- Knud Prange
- Ernst Verwohlt
- Paul Warming

Andre medlemmer
- Gustaf von Numers, Finland
- Hans Krag, Norge
- Hallvard Trætteberg, Norge
- Jan Raneke, Sverige
- C.G.U. Scheffer, Sverige
- Claire Boudreau, Canada
- D'Arcy Boulton
- Cecil Humphery-Smith, Storbritannia
- Michel Pastoureau, Frankrig
- Gerard Slevin, Irland
- Auguste Vachon
- Robert Watt, Canada
- Luigi Borgia, Italien